# Моро де Бразе, Жак
Жак Моро́ де Бразе́ (фр. Jacques Moreau de Brasey; de Brasei; род. в Дижоне, 08 авг. 1663; ум. в Бриансоне, 1723); также Жан Николь Моро де Бразе (фр. Jean Nicole Moreau de Brasey) — французский кавалерийский капитан; с 1711 на русской военной службе полковником, участвовал в Прутском походе (1711), в отставке бригадиром; оставил «Записки бригадира Моро-де-Бразе» о русско-турецкой войне (1713; рус. перевод А. С. Пушкина, 1835) и мемуары в 3 томах (1716).

## Биография и творчество
До 1710 года служил то во Франции, то в Испании; в том году прибыл в Ригу, а в следующем был принят Петром на службу в чине полковника. Участвовал в Прутском походе, был ранен, получил отставку и чин бригадира и должен был покинуть Россию. После этого он много лет скитался по Европе, везде предлагая свои услуги, но почти всегда получая отказ. Умер в 1723 году, в Бриансоне, на 60-м году жизни.
Моро де Бразе был образованным человеком, хорошо знавшим классических авторов, преимущественно поэтов; он оставил после себя несколько сочинений:
- «Journal de la campagne de Piemont sous le commandement de Mr. de Catinat» (1690, то же 1691 и 1692);
- «Relation de ce qui s’est passé à Chalons sur Sone à l’entrée du duc de Bourgogne» (1701);
- «Suite du Virgile traversti de Paul Scarron» (Амстердам, 1706);
- «Mémoires de la guerre du Turc et du Russe» (1713).

Прославился своими мемуарами о периоде на царской службе, полное название: «Записки политические, забавные и сатирические господина Жана-Никола де Бразе, графа Лионского, полковника Казанского драгунского полка и бригадира войск его царского величества» («Mémoires politiques amusants et satiriques, de Messire J. N. D. B. C. de L. (Jean Nicolas de Brasey, comte de Lyon), colonel du regiment de dragons de Casanski et brigadier des armées de sa Majesté Czarienne», 3 тома, 1716; том 1). Александр Пушкин перевёл и подготовил часть текста — касательно турецкого похода 1711 года — к печати, снабдив его предисловием и примечаниями (1835); текст был опубликован после смерти поэта, в журнале «Современник» («Записки бригадира Моро-де-Бразе о походе 1711 года», т. VI, 1837, № 2, стр. 218—300 с цензурными правками).